# Bannwald Faulbach
Der  Bannwald Faulbach ist ein vom Regierungspräsidium Freiburg am 11. Dezember 1975 durch Verordnung ausgewiesenes Naturschutzgebiet auf dem Gebiet der Gemeinde Oberried in Baden-Württemberg.

## Lage und Beschreibung
Das Schutzgebiet liegt im Hochschwarzwald am rechten Talhang der Brugga etwa drei Kilometer südlich der Ortschaft Oberried. Es umfasst einen Teil des heute deutlich größeren Bannwaldes Faulbach. Das Gebiet ist vollständig bewaldet. Die bestimmenden Waldtypen sind Heidelbeer-Buchenwald und Tannen-Buchenwald, die mit Felsbändern und Blockhalden durchsetzt sind.